# Neptune-Klasse (1797)
Die Neptune-Klasse, auch als Dreadnought-Klasse bezeichnet, war eine Klasse von drei 98-Kanonen-Linienschiffen 2. Ranges der britischen Marine (Royal Navy), die von 1797 bis 1857 in Dienst stand.

## Geschichte
Die Klasse wurde von dem Surveyor of the Navy John Henslow entworfen. Eine weitere Einheit, die im Dezember 1790 bestellte und im Oktober 1792 auf Kiel gelegte spätere HMS Ocean, wurde nach einem veränderten Entwurf fertiggestellt. Im Jahr 1817 wurden sie zu Schiffen 1. Ranges mit 104 Geschützen umklassifiziert.

## Einheiten
| Name        | Bauwerft            | Bestellung       | Kiellegung       | Stapellauf                                                            | Indienststellung                                                      | Verblei                                                               |
| ----------- | ------------------- | ---------------- | ---------------- | --------------------------------------------------------------------- | --------------------------------------------------------------------- | --------------------------------------------------------------------- |
| Dreadnought | Portsmouth Dockyard | 17. Januar 1788  | Juli 1788        | 13. Juni 1801                                                         | 9. August 1801                                                        | Mai 1857 abgebrochen                                                  |
| Neptune     | Deptford Dockyard   | 15. Februar 1790 | April 1791       | 28. Januar 1797                                                       | 12. Februar 1797                                                      | Oktober 1818 abgebrochen                                              |
| Ocean       | Woolwich Dockyard   | 9. Dezember 1790 | 1. Dezember 1792 | Nach einem veränderten Entwurf neu auf Kiel gelegt und fertiggestellt | Nach einem veränderten Entwurf neu auf Kiel gelegt und fertiggestellt | Nach einem veränderten Entwurf neu auf Kiel gelegt und fertiggestellt |
| Temeraire   | Chatham Dockyard    | 9. Dezember 1790 | Juli 1793        | 11. September 1798                                                    | 18. Mai 1799                                                          | Außerdienststellung 1812, September 1838 zum Abbruch verkauft         |

## Technische Beschreibung
Die Klasse war als Batterieschiff mit drei durchgehenden Geschützdecks konzipiert und hatte eine Länge auf diesen von 56,01 Metern (Geschützdeck), eine Breite von 15,6 Metern und einen Tiefgang von 6,41 Metern bei einer Vermessung von 2110 53⁄94 tons (bm). Sie waren Rahsegler mit drei Masten (Fockmast, Großmast und Kreuzmast). Der Rumpf schloss im Heckbereich mit einem Heckspiegel, in den Galerien integriert waren, die in die seitlich angebrachten Seitengalerien mündeten. Diese waren aus Repräsentationsgründen durch zeitspeziefische Schnitzereien und Bildhauerarbeiten geschmückt. Die Beplankung war kraweel ausgeführt, das heißt, die Enden der Planken stießen stumpf aufeinander, so dass eine glatte Außenfläche entstand.
Die Bewaffnung der Klasse bestand bei Indienststellung aus 98 Kanonen.
|        | Unteres Batteriedeck | Mittleres Batteriedeck | Oberes Batteriedeck | Backdeck       | Achterdeck     | Kanonen (Geschossgewicht) |
| ------ | -------------------- | ---------------------- | ------------------- | -------------- | -------------- | ------------------------- |
| Design | 28 × 32-Pfünder      | 30 × 18-Pfünder        | 30 × 12-Pfünder     | 2 × 6-Pfünder  | 8 × 6-Pfünder  | 98 Kanonen (420,85 kg)    |
| 1797   | 28 × 32-Pfünder      | 30 × 18-Pfünder        | 30 × 18-Pfünder     | 2 × 12-Pfünder | 8 × 12-Pfünder | 98 Kanonen (475,27 kg)    |
| 1808   | 28 × 32-Pfünder      | 30 × 18-Pfünder        | 30 × 12-Pfünder     | 2 × 12-Pfünder | 8 × 12-Pfünder | 98 Kanonen (434,45 kg)    |

## Besatzung
Die Besatzung hatte eine Stärke von 738 Mann.